# Гилмор, Билли
Би́лли Кли́ффорд Ги́лмор (англ. Billy Clifford Gilmour; род. 11 июня 2001, Эрвин) — шотландский футболист, полузащитник итальянского клуба «Наполи» и сборной Шотландии. Участник двух чемпионатов Европы (2020 и 2024).

## Клубная карьера
Гилмор — воспитанник клуба «Рейнджерс». Летом 2017 года Билли подписал контракт с лондонским «Челси», начав выступать в академии клуба. Через год Гилмор подписал свой первый профессиональный контракт с клубом. 31 августа 2019 года в матче против «Шеффилд Юнайтед» он дебютировал в английской Премьер-лиге, заменив Тэмми Абрахама во втором тайме. В 2021 году Билли стал победителем Лиги чемпионов.
Летом 2021 года Гилмор был арендован «Норвич Сити». 14 августа в матче против «Ливерпуля» он дебютировал за новый клуб.
1 сентября 2022 года Билли Гилмор подписал четырехлетний контракт с «Брайтон энд Хоув Альбион».

## Карьера в сборной
19 мая 2021 года был включен в официальную заявку сборной Шотландии главным тренером Стивом Кларком для участия в матчах чемпионата Европы 2020 года, а также в товарищеских матчах против сборных Нидерландов и Люксембурга (2 и 6 июня 2021). 2 июня 2021 года дебютировал в сборной Шотландии против Нидерландов (2:2), выйдя на замену на 81-й минуте вместо другого дебютанта Дэвида Тернбулла.
В том же году Гилмор принял участие в чемпионате Европы. На турнире он сыграл в матче против сборной Англии.

## Достижения
«Челси»
- Победитель Лиги чемпионов УЕФА: 2020/21

«Наполи»
- Чемпион Италии: 2024/25